# مارجوري لي براون
كانت مارجوري لي براون (9 سبتمبر 1914- 19 أكتوبر 1979) مدرسة رياضيات، وواحدةً من أولى النساء اللواتي نِلن دكتوراه في الرياضيات.

## نشأتها وتعليمها
ولدت مارجوري لي براون في ممفيس، تينيسي في عام 1914. توفيت والدتها حين كان عمرها سنتين فقط وربتها زوجة أبيها وأبيها، لورينس جونسون لي. كان والدها، كاتب البريد بالسكة الحديد، «ساحرًا في الرياضيات»، وقد شارك أطفاله شغفه في الرياضيات. التحقت بثانوية ليموين، مدرسة ميثودية خاصة شيدت بعد الحرب الأهلية لتوفير التعليم للأمريكيين الأفريقيين. فازت ببطولة فردي تنس السيدات في مدينة ممفيس حين كانت في المدرسة الثانوية. 
التحقت بجامعة هاوارد، وتخصصت في الرياضيات وتخرجت بامتياز في عام 1935. بعد حصولها على درجة البكالوريوس، درّست في المدرسة الثانوية والجامعة لفترة قصيرة، بما في ذلك أكاديمية جيلبيرت في نيوأورليانز. 
تقدمت بطلب آنذاك إلى برنامج تخرج جامعة ميتشيغان في الرياضيات. قبلت جامعة ميتشيغان الأمريكيين الأفارقة في حين لم تكن تقبل بهم في ذلك الوقت العديد من المعاهد التعليمية الأخرى في الولايات المتحدة. بعد العمل بدوام كامل في كلية ويلي التي اقتصرت على السود تاريخيًا في مارشال، تكساس، والالتحاق بجامعة ميتشيغان فقط خلال فصل الصيف، أثمرت أعمال براون وحصلت على زمالة تدريس في ميتشيغان، والتحقت بدوام كامل واستكملت أطروحتها في عام 1949. أشرف جورج يوري رينيتش على أطروحتها «دراسات لمجموعات فرعية ذات عنصر واحد من مجموعات طوبولوجية ومصفوفية معينة». كانت واحدة من أوائل النساء الأمريكيات الأفريقيات في الولايات المتحدة اللواتي حصلن على درجة الدكتوراه في الرياضيات إلى جانب إيفلين بويد غرانفيل التي حصلت أيضًا على درجة الدكتوراه في عام 1949. كانت يوفيميا هاينس أول امرأة أمريكية أفريقية تحصل على دكتوراه في الرياضيات بعد حصولها عليها في عام 1943. 

## حياتها اللاحقة والمسيرة المهنية
بعد نيلها الدكتوراه، لم تتمكن براون من الاحتفاظ بمنصب التدريس في مؤسسة بحثية. ونتيجة لذلك عملت مع معلمي الرياضيات في المدارس الثانوية وعلمتهم «الرياضيات الحديثة». ركزت بشكل خاص على تشجيع تعليم الرياضيات للأقليات والنساء.
انضمت براون بعد ذلك إلى أعضاء هيئة التدريس في جامعة نورث كارولينا (اليوم جامعة نورث كارولينا المركزية) حيث درّست وأجرت أبحاثًا لمدة ثلاثين عامًا. كانت أيضًا رئيسة القسم في معظم وقتها في جامعة نورث كارولينا المركزية منذ عام 1951 حتى عام 1970. عملت هناك كباحث رئيسي ومنسق لقسم الرياضيات ومحاضر للمعهد الصيفي لمدرسي العلوم والرياضيات في المدارس الثانوية.
توفيت مارجوري لي براون إثر نوبة قلبية في دورهام، نورث كارولينا، في 19 أكتوبر 1979. بعد وفاتها، أنشأ أربعة من طلابها صندوق مارجوري لي براون الاستئماني في جامعة نورث كارولينا المركزية الذي يرعى منحة مارجوري لي براون وسلسلة محاضرات مارجوري لي براون المتميزة.
منذ عام 1999، استضاف قسم الرياضيات في جامعة ميتشيغان ندوة مارجوري لي براون، التي تجلب كل سنة متحدثًا «لتقديم محاضرة تسلط الضوء على أبحاثهم ولكنها تتناول أيضًا قضية التنوع في العلوم».

## المساهمات
أظهر عمل براون حول الجماعات الكلاسيكية أدلة بسيطة حول ملكيات طبوغرافية هامة وعلاقات بين الجماعات الكلاسيكية. ركز عملها إجمالًا على الجبر الخطي وجبر المصفوفات. 
لاحظت براون باكرًا أهمية علوم الكمبيوتر وكتبت منحة مقدارها 60 ألف دولار إلى آي بي إم لإحضار كمبيوتر إلى جامعة نورث كارولينا المركزية في عام 1960، أحد أول الكمبيوترات في الحوسبة الأكاديمية وربما الكمبيوتر الأول في المدرسة التي اقتصرت على السود تاريخيًا. 
خلال مسيرتها عملت براون على مساعدة طلاب الرياضيات الموهوبين وتعليمهم وتقديم الدعم المالي لهم للسعي وراء تعليم أعلى.